# Canelas e Espiunca
Canelas e Espiunca est une paroisse civile portugaise (en portugais : freguesia) de la municipalité d'Arouca dans le district d'Aveiro. Elle est créée en 2013, par fusion des paroisses de Canelas et Espiunca.

## Géographie
Canelas e Espiunca est notamment arrosée par la rivière Paiva (en) qui passe au nord de la paroisse.

## Histoire
La paroisse est créée par la loi no 11-A/2013 du 28 janvier 2013 portant réorganisation administrative du territoire des freguesias, en fusionnant les paroisses de Canelas et Espiunca. Son nom officiel est União das Freguesias de Canelas e Espiunca et son siège est fixé à Canelas.

## Démographie
Lors du recensement de 2021, Canelas e Espiunca compte 1 064 habitants.